# Batis cuacurta
La batis cuacurta (Batis mixta) és un ocell de la família dels platistèirids (Platysteiridae).

## Hàbitat i distribució
Habita la selva pluvial, clars i matoll de les terres baixes del sud-est de Kenya, est i sud de Tanzània (excepte l'extrem sud-est).